# Киреева, Зоя Михайловна
Зоя Михайловна Киреева  (род. 28 октября 1947 года) — актриса Государственного русского драматического театра г. Стерлитамак, Заслуженный артист Российской Федерации.

## Биография
Киреева, Зоя Михайловна родилась 28 октября 1947 года.
Окончила Казанское театральное училище.
C 1979 года работает в Стерлитамакском русском драматическом театре, читает стихи на творческих встречах любителей поэзии.

## Роли в спектаклях
Маша — «Чайка»; Леди Торренс — «Орфей спускается в ад»; Елена — «Последняя попытка»; Паола — «Дама без камелий»; Мирандолина — «Трактирщица»; Незнакомка — «Великий обольститель»; Анна — «Маленькие трагедии»; Танкабике — «В ночь лунного затмения»;
Ольга Вальд-Гейм — «История одной страсти»;
Вислоухая — «Тринадцатая звезда»; Елизавета II — «Русская народная почта»;
Миссис Бейкер — «Эти свободные бабочки»;
Лили-Белл — «Странная миссис Сэвидж»; Розовая дама — «Оскар и Розовая дама»;
Старшая мать — «Два письма»; Ида — «Девичник над вечным покоем»;
Пелагея Зыбкина — «Правда-хорошо, а счастье лучше»;
Ариана Кларенс — «Блэз»; Фрейлина — «Здравствуй, Принцесса!».

## Награды и звания
- Заслуженный артист Российской Федерации.
- Народная артистка Республики Башкортостан.
- Заслуженная артистка Республики Башкортостан.